# Ministre d'Afers Exteriors de Guinea Bissau
Aquesta és la llista de ministres d'afers exteriors de Guinea Bissau.
- 1974–1982: Victor Saúde Maria
- 1982–1983: Samba Lamine Mané
- 1983–1984: Fidélis Cabral d'Almada
- 1984–1992: Júlio Semedo
- 1992–1995: Bernardino Cardoso
- 1995–1996: Ansumane Mané
- 1996–1999: Fernando Delfim da Silva
- 1999: Hilia Barber
- 1999–2000: José Pereira Baptista
- 2000–2001: Iaia Djaló
- 2001: Faustino Imbali
- 2001: Antonieta Rosa Gomes
- 2001: Malam Mané
- 2001–2002: Filomena Mascarenhas Tipote
- 2002–2003: Joãozinho Vieira Có
- 2003: Fatumata Djau Baldé
- 2003–2004: João José Monteiro
- 2004–2005: Soares Sambú
- 2005–2007: António Isaac Monteiro
- 2007–2009: Maria da Conceição Nobre Cabral
- 2009: Adiato Djaló Nandigna
- 2009–2011: Adelino Mano Quetá
- 2011–2012: Mamadu Saliu Djaló Pires
- 2012–2013: Faustino Imbali
- 2013–2014: Fernando Delfim da Silva
- 2014–2015: Mário Lopes da Rosa
- 2015: Rui Dia de Sousa
- 2015–2016: Artur Silva
- 2016–2016: Soares Sambú
- 2016–2018: Jorge Malú
- 2018–2019: João Ribeiro Butiam Có
- 2019–2020: Suzi Barbosa
- 2019: Aristides Ocante Da Silva
- 2020: Ruth Monteiro
- 2020–presentE: Suzi Barbosa